# San Juan de Puruname
Pour les articles homonymes, voir San Juan.
San Juan de Puruname est une localité de la paroisse civile d'Yapacana dans la municipalité d'Atabapo dans l'État d'Amazonas au Venezuela sur le río Guaname, à proximité de son confluent avec l'Orénoque.